# Storbergsmasten

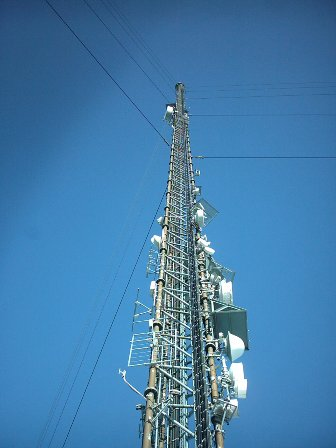
Storbergsmasten.

Storbergsmasten är en 335 meter hög radio- och TV-mast belägen på Storberget i Forsa socken väster om Hudiksvall, Hälsingland.  Toppen av masten befinner sig på 665 m ö.h. Masten delar förstaplatsen som Sveriges högsta byggnadsverk med tre andra lika höga master:
- Jupukkamasten i Pajala kommun
- Fårhultsmasten i Västerviks kommun
- Gungvalamasten i Karlshamns kommun